# Hubert von Schorlemer-Alst

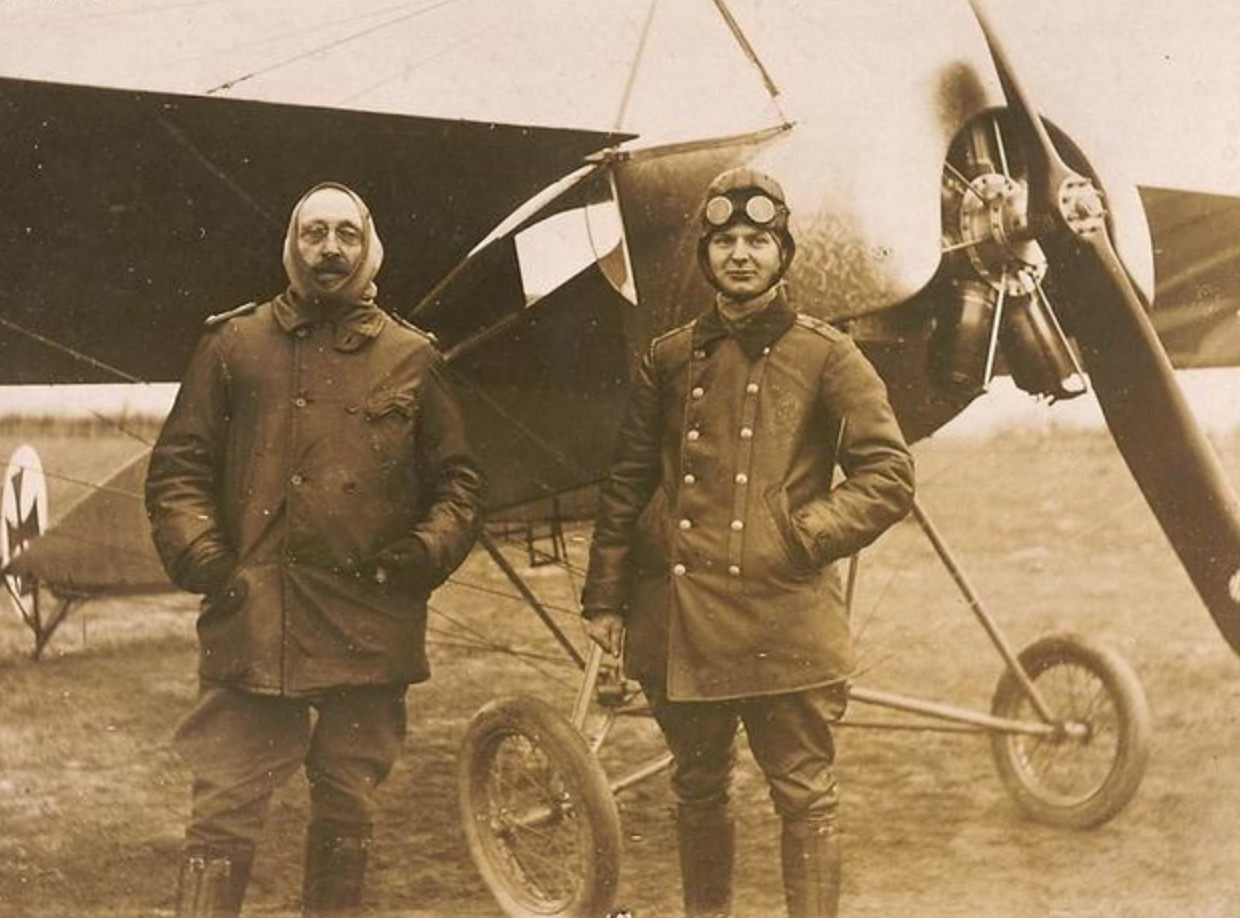
Hubert von Schorlemer-Alst (links) mit Gustav Tweer

Hubert Michael Antonius Aloysius Maria Freiherr von Schorlemer-Alst (* 29. September 1856 auf Haus Alst; † 1930) war ein sächsischer Redakteur und Militärwissenschaftler. Er war in zahlreiche gerichtliche Verfahren involviert.

## Leben

### Herkunft
Hubert von Schorlemer-Alst entstammte dem westfälischen Adelsgeschlecht von Schorlemer. Er war ein Sohn des deutschen Politikers, Gründer des „Westfälischen Bauernvereins“ und Initiator der ländlichen Genossenschaftsbewegung in Westfalen, Burghard von Schorlemer-Alst sowie dessen Ehefrau Anna von Imbsen (1820–1891), Witwe des Maximilian von Wulffheim Graf von Droste-Vischering zu Darfeld (1794–1849), Tochter des Reichsfreiherrn Wilhelm von Imbsen (1782–1833), Erbherr auf Wewer, Borcholtz, Alfen und Messenhausen, und der Gräfin Bernhardine von Korff, gen. Schmising zu Tatenhausen (1786–1866). Er hatte zwei Brüder, nämlich den preußischen Landrat Friedrich von Schorlemer-Alst und sein Zwillingsbruder, der deutschen Politiker sowie Oberpräsidenten der preußischen Rheinprovinz, Clemens von Schorlemer-Alst.

### Karriere
Hubert besuchte mit seinen zwei Geschwistern das Gymnasium zu Rheine. Auf dem Gymnasium wurde er relegiert und bestand 1875 auf dem Gymnasium zu Münster das Abiturientenexamen. Er entschied sich nachfolgend für eine militärische Laufbahn bei der preußischen Armee, musste aber in Naumburg (Saale) als Fähnrich seinen Abschied nehmen. Da sich seine Familie von ihm wandte, wanderte er in die Vereinigten Staaten von Amerika aus, wo er u. a. als Trompeter bei der US Army diente. Nach seiner Rückkehr setzte er sich für eine Anstellung bei der sächsischen Armee durch. Am 14. September 1881 wurde er zum Leutnant der sächsischen Kavallerie beim 1. Königlich Sächsischen Husaren-Regiment „König Albert“ Nr. 18 ernannt. Er wurde am 20. März 1889 zum Oberleutnant befördert. Im weiteren Verlauf wurde er zur Disposition gestellt und der Landwehr überführt, wo er beim Landwehr-Bezirk Großenhain Verwendung fand.
Hubert von Schorlemer-Alst war Funktionär des Konservativen Vereins zu Sachsen. Am 16. Januar 1896 schied er aus dem Verein aus. Ihm wurde zwischen 1895/96 vorgeworfen, trotz seiner Heirat mit Prostituierten zu verkehren. Er wurde 1895, trotz seines katholischen Glaubens, als Kandidat des Konservativen Vereins im Landtagswahlkreis Großenhain vorgesehen, zog aber aufgrund eines Artikel des „Neuen Sächsischen Kirchenblattes“ und innerer Konflikte seine Kandidatur zurück. Im Jahr 1896 wurde er verhaftet und in das Großenhainer Gerichtsgefängnis verlegt. Als Grund der Verhaftung wurden Wechselfälschungen in Höhe von 80.000 Mark angegeben. Ihm wurde aufgrund dieses Vorfalls und anderer Angelegenheiten durch ein Militärgericht der Offizierscharakter aberkannt. Im Februar des Jahres wurde er zum Landgericht Dresden abgeführt. Im Juni des Jahres gestand er, drei Wechsel mit der falschen Unterschrift seines Regimentskameraden, eines Oberleutnants von Herder, versehen zu haben. Der als Sachverständiger zugezogene Oberarzt Dr. Ganzer urteilte in seinem Gutachten, dass von Schorlemer-Alst ein kranker Mensch sei. Er wurde schließlich für geisteskrank erklärt und musste einige Zeit in einer Nervenheilanstalt verbringen. Nach seiner Entlassung kehrte er nach Großenhain zurück und wurde Redakteur eines lokalen Blatts. Er wollte als Redakteur u. a. den Bau einer katholischen Kirche veranlassen, musste aber, nachdem er bei einer Fastnachtsplauderei die Stadt lächerlich machte, von diesen Plänen Abstand halten. Seit ungefähr 1899 wohnte er in Traustein und wurde Parteivorsitzender der lokalen Zentrumsparteigruppe. Im Mai 1900 verklagte er den Redakteur des Großenhainer Tagesblatts, Hans Bilz. Anlässlich der Reichstagswahlen entwickelte sich zwischen den beiden eine Presspolemik, in deren Verlauf der Redakteur Bilz gegen von Schorlemer-Alst mehrere beleidigende Äußerungen tat. Im Juni des Jahres verklagte er den Pfarrer Stephan Adolf Jentsch wegen Beleidigung.
Im November 1901 wurden er und seine Frau erneut verurteilt; er machte als Mitglied des katholischen Volksvereins „höchst frivole und schamlose Äußerungen über die Beichte“. Im Dezember desselben Jahres urteilte die „Neue Bayerische Zeitung“, das offizielle Organ der bayerischen Zentrumspartei, dass von Schorlemer „sich einer aktiven Beteiligung am öffentlichen Leben wird enthalten müssen“. Am 1. Juli 1902 wurde er verantwortlicher Redakteur der „Traunsteiner Nachrichten“. Im Juli 1905 wurde er wegen Beleidigung des Traunsteiner Gemeindebevollmächtigten Josef Schneider, er kritisierte seine Tätigkeit als Geschäftsmann und Mitglied der Gemeindeverwaltung, zu drei Wochen Gefängnis, zur Tragung der Kosten und Veröffentlichung des Urteils in vier Blättern verurteilt. Er wurde Mitglied der Zentrumspartei und war im Januar 1905 ein Teilnehmer des Delegiertentages der bayerischen Zentrumsparteien in Traunstein.
Nach Ausbruch des Ersten Weltkrieges meldete sich Hubert von Schorlemer-Alst trotz seines hohen Alters als Kriegsfreiwilliger für den Militärdienst und trat, obwohl er nie in einem Flugzeug gesessen hatte, in die deutschen Luftstreitkräfte in Darmstadt ein. Er durchlief eine Beobachterausbildung und wurde bereits im Oktober 1914, nachdem er mit dem Flieger Herold einen besonders schwierigen Flug absolvierte, mit dem Beobachterzeichen ausgezeichnet. Nachfolgend diente er an der Westfront in Nordfrankreich um im April 1915 die Leitung einer Beobachterschule zu übernehmen. Zuletzt wurde er an einer Artillerie-Schule verwendet. Er schied als Oberleutnant aus dem Militärdienst aus.

## Werke
- Der Boerenkrieg : Geschichte des Feldzuges der Transvaal- und Oranje-Freistaat-Boeren mit England im Jahre 1899/1900. Verlag von Max Fischer, 1900
- Geschütztes Judentum und schutzloses Christentum. Carl Werkmeister, 1904
- Übersetzungen von Guy de Maupassant:
  - Romane und Novellen. Gustav Fock, Leipzig, 1900
  - Vor dem Schlafengehen. Magdeburger Verlagsanstalt, 1915
  - Eine Haarnadel: Erzählungen. Magdeburger Verlagsanstalt, 1915